# کفال لکه‌آبی
کفال لکه‌آبی (نام علمی: Moolgarda seheli) نام یک گونه از تیره ماهی کفال است.